# Labdarúgó-válogatottak az 1964. évi nyári olimpiai játékokon
Itt található az 1964. évi nyári olimpiai játékokon labdarúgásban részt vevő válogatott játékosok listája a nemzetük által elért helyezés sorrendjében.
Általános megjegyzés:Az olimpiai mérkőzéseket a nemzetek "B" válogatottjai játszották. Ez azt jelenti, hogy az olimpián játszott mérkőzések nem számítanak hivatalos nemzetek közötti mérkőzéseknek, illetve a játékosok válogatottságát és válogatottban elért góljainak számát sem növelik. Ezért fordulhat elő az, hogy a válogatottság ill. a gólok száma kevesebb, mint az olimpián az adott játékos által játszott mérkőzések száma. Ha a válogatottság oszlopában nulla szerepel, az azt jelenti, hogy az adott játékos soha nem játszott országának nagyválogatottjában. Ugyanígy az olimpiai tornán szerzett gólok sem számítanak bele a válogatottban elért gólok számába, ezáltal előfordulhat, hogy valamelyik játékos lőtt ugyan gólt az olimpián, azonban az "A" válogatottban nem.

## Magyarország
| Szám | Poszt | Név                | Születési dátum / Kor | Válogatottság | Gólok | Klub                  |
| ---- | ----- | ------------------ | --------------------- | ------------- | ----- | --------------------- |
| 1    | K     | Szentmihályi Antal | 1939. június 13.      | 31            | 0     | Vasas SC              |
| 2    | KP    | Csernai Tibor      | 1938. december 3.     | 0             | 0     | Tatabányai Bányász SC |
| 3    | V     | Novák Dezső        | 1939. február 3.      | 9             | 3     | Ferencvárosi TC       |
| 5    | V     | Orbán Árpád        | 1938. március 14.     | 0             | 0     | Győri Vasas ETO       |
| 6    | V     | Ihász Kálmán       | 1941. március 6.      | 27            | 0     | Vasas Sport Club      |
| 7    | DF/MF | Szepesi Gusztáv    | 1939. július 17.      | 5             | 0     | Tatabányai Bányász SC |
| 8    | V     | Palotai Károly     | 1935. szeptember 11.  | 0             | 0     | Győri Vasas ETO       |
| 11   | KP    | Komora Imre        | 1940. június 5.       | 2             | 0     | Budapesti Honvéd SE   |
| 12   | KP    | Varga Zoltán       | 1945. január 1.       | 12            | 2     | Ferencvárosi TC       |
| 13   | CS    | Bene Ferenc        | 1944. december 17.    | 76            | 36    | Újpesti Dózsa SC      |
| 15   | CS    | Farkas János       | 1942. március 27.     | 33            | 19    | Vasas SC              |
| 16   | CS    | Katona Sándor      | 1943. február 21.     | 0             | 0     | Budapesti Honvéd SE   |
| 18   | KP    | Nógrádi Ferenc     | 1940. november 15.    | 4             | 0     | Budapesti Honvéd SE   |
| 19   | K     | Gelei József       | 1938. június 29.      | 11            | 0     | Tatabányai Bányász SC |

## Csehszlovákia
| Szám | Poszt | Név                 | Születési dátum (Kor) | Vál. | Klub |  |
| ---- | ----- | ------------------- | --------------------- | ---- | ---- |  |
| 1    | K     | Frantisek Schmucker |                       |      |      |  |
| 2    | V     | Anton Urban         |                       |      |      |  |
| 3    | V     | Vladimir Weiss      |                       |      |      |  |
| 4    | V     | Karel Zdenek Picman |                       |      |      |  |
| 5    | DF/MF | Josef Vojta         |                       |      |      |  |
| 6    | KP    | Jan Geleta          |                       |      |      |  |
| 7    | CS    | Ludevit Cvetler     |                       |      |      |  |
| 8    | KP    | Ivan Mraz           |                       |      |      |  |
| 9    | KP    | Karel Lichtnegl     |                       |      |      |  |
| 10   | CS    | Vojtech Masný       |                       |      |      |  |
| 11   | CS    | Frantisek Valosek   |                       |      |      |  |
| 12   | V     | Karel Knesl         |                       |      |      |  |
| 13   | V     | Stefan Matlak       |                       |      |      |  |
| 14   | KP    | Karel Nepomucky     |                       |      |      |  |
| 15   | KP    | Frantisek Knebort   |                       |      |      |  |
| 16   | CS    | Jan Brumovsky       |                       |      |      |  |
| 21   | K     | Anton Svajlen       |                       |      |      |  |

## Egyesült Német Csapat(EUA)
| Szám | Poszt | Név                  | Születési dátum / Kor | Válogatottság | Gólok | Klub               |
| ---- | ----- | -------------------- | --------------------- | ------------- | ----- | ------------------ |
| 1    | K     | Hans Jurgen Heinsch  |                       |               |       |                    |
| 2    | V     | Klaus Urbanczyk      |                       |               |       |                    |
| 3    | V     | Manfred Walter       |                       |               |       |                    |
| 4    | V     | Manfred Geisler      |                       |               |       |                    |
| 5    | V     | Klaus-Dieter Seehaus |                       |               |       |                    |
| 6    | KP    | Werner Unger         |                       |               |       |                    |
| 7    | V     | Herbert Pankau       |                       |               |       |                    |
| 8    | V     | Peter Rock           |                       |               |       |                    |
| 9    | KP    | Gerhard Korner       |                       |               |       |                    |
| 10   | CS    | Wolfgang Barthels    |                       |               |       |                    |
| 11   | KP    | Dieter Engelhardt    |                       |               |       |                    |
| 13   | KP    | Bernd Bauchspiess    |                       |               |       |                    |
| 14   | CS    | Henning Frenzel      |                       |               |       |                    |
| 15   | MF/FW | Otto Frassdorf       |                       |               |       |                    |
| 16   | KP    | Jurgen Noldner       |                       |               |       |                    |
| 17   | KP    | Klaus Lisiewicz      |                       |               |       |                    |
| 18   | CS    | Eberhard Vogel       | 1943. április 8.      | 74            | 25    | FC Karl-Marx-Stadt |
| 19   | CS    | Hermann Stocker      |                       |               |       |                    |
| 20   | K     | Horst Weigang        |                       |               |       |                    |

## Egyesült Arab Köztársaság
| Szám | Poszt    | Név                   | Születési dátum (Kor) | Vál. | Klub |  |
| ---- | -------- | --------------------- | --------------------- | ---- | ---- |  |
| 1    | K        | F. Aly Korshed        |                       |      |      |  |
| 2    | K        | Reda M. Ahmed         |                       |      |      |  |
| 3    | KP       | Ibrahim Riad          |                       |      |      |  |
| 4    | CS       | Nabil Nosseir         |                       |      |      |  |
| 5    | KP       | Seddik Mohamed        |                       |      |      |  |
| 6    | KP       | Kalil M. Shahin       |                       |      |      |  |
| 7    | V        | Amin Elisnawi         |                       |      |      |  |
| 8    | V        | Ahmed Moust Gad       |                       |      |      |  |
| 9    | V        | Darwish Amin          |                       |      |      |  |
| 10   | V        | Yaken Zaki            |                       |      |      |  |
| 11   | DF/MF    | Raafat Attia          |                       |      |      |  |
| 12   | V        | Rifaat Elfanagili     |                       |      |      |  |
| 13   | CS       | Mahmoud Hassan        |                       |      |      |  |
| 14   | CS       | Farouk Mahmoud        |                       |      |      |  |
| 15   | KP       | M. Abdelat Elsherbini |                       |      |      |  |
| 16   | CS       | Taha Ismail           |                       |      |      |  |
| 17   | V        | Mohamed M. Kotb       |                       |      |      |  |
| 18   | MF/FW    | K. Aly Etman          |                       |      |      |  |
| 19   | DF/MF/FW | Mohamed A. Badawi     |                       |      |      |  |

## Románia
| Szám | Poszt | Név                 | Születési dátum (Kor) | Vál. | Klub |  |
| ---- | ----- | ------------------- | --------------------- | ---- | ---- |  |
| 1    | K     | Ilie Datcu          |                       |      |      |  |
| 2    | V     | Ilie Greavu         |                       |      |      |  |
| 3    | V     | Ion Nunweiller      |                       |      |      |  |
| 4    | V     | Bujor Hălmăgeanu    |                       |      |      |  |
| 5    | KP    | Jenei Imre          |                       |      |      |  |
| 6    | V     | Dan Coe             |                       |      |      |  |
| 7    | CS    | Sorin Avram         |                       |      |      |  |
| 8    | CS    | Gheorghe Constantin |                       |      |      |  |
| 9    | KP    | Ion Ionescu         |                       |      |      |  |
| 10   | KP    | Constantin Koszka   |                       |      |      |  |
| 11   | CS    | Carol Creiniceanu   |                       |      |      |  |
| 12   | K     | Marin Andrei        |                       |      |      |  |
| 13   | V     | Mircea Petescu      |                       |      |      |  |
| 14   | V     | Dumitru Ivan        |                       |      |      |  |
| 15   | KP    | Emil Petru          |                       |      |      |  |
| 16   | KP    | Niculae Georgescu   |                       |      |      |  |
| 17   | CS    | Ion Pircalab        |                       |      |      |  |
| 19   | KP    | Cornel Pavlovici    |                       |      |      |  |

## Jugoszlávia
| Szám | Poszt | Név               | Születési dátum (Kor) | Vál. | Klub |  |
| ---- | ----- | ----------------- | --------------------- | ---- | ---- |  |
| 1    | K     | Ivan Ćurković     |                       |      |      |  |
| 2    | V     | Mirsad Fazlagić   |                       |      |      |  |
| 3    | V     | Svetozar Vujović  |                       |      |      |  |
| 4    | V     | Rudolf Belin      |                       |      |      |  |
| 5    | V     | Milan Čop         |                       |      |      |  |
| 6    | KP    | Jovan Miladinović |                       |      |      |  |
| 7    | CS    | Spasoje Samardžić |                       |      |      |  |
| 8    | MF/FW | Slaven Zambata    |                       |      |      |  |
| 9    | CS    | Ivan Osim         |                       |      |      |  |
| 10   | KP    | Lazar Lemić       |                       |      |      |  |
| 11   | CS    | Dragan Džajić     |                       |      |      |  |
| 13   | V     | Živorad Jevtić    |                       |      |      |  |
| 14   | MF/FW | Lazar Radović     |                       |      |      |  |
| 18   | MF/FW | Silvester Takač   |                       |      |      |  |

## Ghána
| Szám | Poszt | Név                     | Születési dátum (Kor) | Vál. | Klub |  |
| ---- | ----- | ----------------------- | --------------------- | ---- | ---- |  |
| 1    | K     | Dodoo-Ankrah            |                       |      |      |  |
| 2    | V     | Sam Acquah              |                       |      |      |  |
| 3    | V     | Emmanuel Oblitey        |                       |      |      |  |
| 4    | V     | Ben Acheampong          |                       |      |      |  |
| 5    | V     | Addo-Odametey           |                       |      |      |  |
| 6    | KP    | Emmanuel Kwesi Nkansah  |                       |      |      |  |
| 7    | KP    | Kofi Osei               |                       |      |      |  |
| 8    | KP    | Wilberforce Mfum        |                       |      |      |  |
| 9    | CS    | Edward Jona Aggrey Fynn |                       |      |      |  |
| 10   | CS    | Edward Acquah           |                       |      |      |  |
| 11   | MF/FW | Kofi Pare               |                       |      |      |  |
| 16   | V     | Samuel Anum Okai        |                       |      |      |  |
| 17   | KP    | Gyau Agyemang           |                       |      |      |  |
| 18   | CS    | Mohammadu Salisu        |                       |      |      |  |

## Japán
| Szám | Poszt    | Név                 | Születési dátum (Kor) | Vál. | Klub |  |
| ---- | -------- | ------------------- | --------------------- | ---- | ---- |  |
| 2    | V        | Hiroshi Katayama    |                       |      |      |  |
| 5    | V        | Yoshitada Yamaguchi |                       |      |      |  |
| 6    | DF/MF    | Ryozo Suzuki        |                       |      |      |  |
| 7    | V        | Hisao Kami          |                       |      |      |  |
| 8    | DF/MF    | Mitsuo Kamata       |                       |      |      |  |
| 10   | DF/FW    | Aritatsu Ogi        |                       |      |      |  |
| 12   | KP       | Saburo Kawabuchi    |                       |      |      |  |
| 13   | DF/MF/FW | Shigeo Yaegashi     |                       |      |      |  |
| 14   | CS       | Tadashi Watanabe    |                       |      |      |  |
| 15   | MF/FW    | Kunishige Kamamoto  |                       |      |      |  |
| 16   | MF/FW    | Teruki Miyamoto     |                       |      |      |  |
| 18   | CS       | Ryuichi Sugiyama    |                       |      |      |  |
| 21   | K        | Kenzo Yokoyama      |                       |      |      |  |

## Brazília
| Szám | Poszt | Név                     | Születési dátum (Kor) | Vál. | Klub |  |
| ---- | ----- | ----------------------- | --------------------- | ---- | ---- |  |
| 2    | V     | Mauricio Pereira Barro  |                       |      |      |  |
| 3    | V     | Jose Luiz Pereira       |                       |      |      |  |
| 4    | V     | Valdez Quirino Lemos    |                       |      |      |  |
| 5    | KP    | Adevald Virgilio Neto   |                       |      |      |  |
| 7    | CS    | Roberto Lopes Miranda   |                       |      |      |  |
| 8    | MF/FW | Jose Roberto Marques    |                       |      |      |  |
| 10   | MF/FW | Ivo Ribeiro Soares      |                       |      |      |  |
| 11   | CS    | Ademar F. Caravetti     |                       |      |      |  |
| 12   | K     | Helio Dias Oliveira     |                       |      |      |  |
| 16   | CS    | Humberto A. Redes Filho |                       |      |      |  |
| 17   | KP    | Antonio Mattar Netto    |                       |      |      |  |
| 19   | V     | E. A. Vinagre De Godoy  |                       |      |      |  |

## Argentína
| Szám | Poszt | Név                      | Születési dátum (Kor) | Vál. | Klub |  |
| ---- | ----- | ------------------------ | --------------------- | ---- | ---- |  |
| 1    | K     | Agustin Mario Cejas      |                       |      |      |  |
| 2    | V     | Andres Arturo Bertolotti |                       |      |      |  |
| 3    | V     | Otto Norberto Sesana     |                       |      |      |  |
| 4    | KP    | Horacio Oscar Morales    |                       |      |      |  |
| 5    | V     | Miguel Angel Mori        |                       |      |      |  |
| 6    | V     | Roberto Perfumo          |                       |      |      |  |
| 8    | KP    | Jose Malleo              |                       |      |      |  |
| 9    | CS    | Carlos Alberto Bulla     |                       |      |      |  |
| 10   | KP    | Nestor Manfredi          |                       |      |      |  |
| 11   | CS    | Hector Osvaldo Ochoa     |                       |      |      |  |
| 16   | CS    | Antonio Roberto Cabrera  |                       |      |      |  |
| 17   | KP    | Juan Nazareno Risso      |                       |      |      |  |
| 18   | CS    | Juan Carlos Dominguez    |                       |      |      |  |
| 19   | CS    | Miguel Angel Tojo        |                       |      |      |  |

## Mexikó
| Szám | Poszt | Név                      | Születési dátum (Kor) | Vál. | Klub |  |
| ---- | ----- | ------------------------ | --------------------- | ---- | ---- |  |
| 1    | K     | I. F. Calderon Gonzalez  |                       |      |      |  |
| 2    | V     | Carlos Gutierrez Padilla |                       |      |      |  |
| 3    | V     | Carlos Albert Llorente   |                       |      |      |  |
| 4    | V     | G. Hernandez Sanchez     |                       |      |      |  |
| 5    | V     | Miguel Galvan Mena       |                       |      |      |  |
| 6    | DF/MF | Jose L. Gonzalez Davila  |                       |      |      |  |
| 7    | KP    | F. Ruvalcaba Cisneros    |                       |      |      |  |
| 8    | CS    | Javier Fragoso Rodriguez |                       |      |      |  |
| 9    | CS    | Ernesto Cisneros Salcedo |                       |      |      |  |
| 10   | CS    | Raul Chavez De La Rosa   |                       |      |      |  |
| 12   | V     | Efrain Loza Barba        |                       |      |      |  |
| 13   | KP    | Raul Arellano Gallo      |                       |      |      |  |
| 15   | CS    | Jose Luis Aussin Suarez  |                       |      |      |  |
| 18   | CS    | Albino Morales Perez     |                       |      |      |  |

## Irán
| Szám | Poszt | Név                    | Születési dátum (Kor) | Vál. | Klub |  |
| ---- | ----- | ---------------------- | --------------------- | ---- | ---- |  |
| 1    | K     | Aziz Asli              |                       |      |      |  |
| 2    | V     | Mansour Amir-Asefi     |                       |      |      |  |
| 3    | KP    | Ali Mirzai             |                       |      |      |  |
| 4    | V     | Mostafa Arab           |                       |      |      |  |
| 5    | V     | H. Habibi-Nakhmaghlai  |                       |      |      |  |
| 6    | KP    | Ebrahim Latifi         |                       |      |      |  |
| 7    | CS    | Abdollah Saedi         |                       |      |      |  |
| 8    | CS    | Kambozia Jamali        |                       |      |      |  |
| 9    | CS    | Jalal Talebi           |                       |      |      |  |
| 10   | KP    | Gholam-Hossein Nourian |                       |      |      |  |
| 11   | CS    | Mohamad H. Khodaparast |                       |      |      |  |
| 12   | CS    | Karam-Ali Nirlou       |                       |      |      |  |
| 14   | CS    | Fariborz Esmaili       |                       |      |      |  |
| 15   | DF/MF | Darush Mostafavi       |                       |      |      |  |
| 16   | V     | Parviz Ghelichkhani    |                       |      |      |  |
| 17   | K     | Mohammad Biari-Eslam   |                       |      |      |  |

## Marokkó
| Szám | Poszt | Név                    | Születési dátum (Kor) | Vál. | Klub |  |
| ---- | ----- | ---------------------- | --------------------- | ---- | ---- |  |
| 1    | K     | Allal Kassou           |                       |      |      |  |
| 3    | V     | Mustapha Fah Im        |                       |      |      |  |
| 4    | V     | Abderrazak Nijam       |                       |      |      |  |
| 5    | V     | Amar Bensiffedine      |                       |      |      |  |
| 8    | KP    | Mohammed Lamari        |                       |      |      |  |
| 9    | CS    | Abdelkader Mohammed    |                       |      |      |  |
| 10   | KP    | Driss Bamous           |                       |      |      |  |
| 11   | CS    | Ali Benayan            |                       |      |      |  |
| 13   | V     | Abdelghani El Mansouri |                       |      |      |  |
| 14   | KP    | Abdelkader Mokhtatif   |                       |      |      |  |
| 16   | CS    | Abdelkader Morchid     |                       |      |      |  |
| 18   | CS    | Ali Bouachra           |                       |      |      |  |

## Koreai Köztársaság
| Szám | Poszt | Név            | Születési dátum (Kor) | Vál. | Klub |  |
| ---- | ----- | -------------- | --------------------- | ---- | ---- |  |
| 1    | K     | Heung Chul Ham |                       |      |      |  |
| 2    | V     | Jung Suk Kim   |                       |      |      |  |
| 3    | V     | Hong Bok Kim   |                       |      |      |  |
| 4    | V     | Sam Rak Kim    |                       |      |      |  |
| 5    | DF/FW | Tae Sung Cha   |                       |      |      |  |
| 6    | KP    | Young Bai Kim  |                       |      |      |  |
| 7    | KP    | Yi Woo Lee     |                       |      |      |  |
| 8    | KP    | Yoon Jung Huh  |                       |      |      |  |
| 9    | CS    | Sang Kwon Woo  |                       |      |      |  |
| 10   | CS    | Yoon Ok Cho    |                       |      |      |  |
| 11   | CS    | Sung Dal Cho   |                       |      |      |  |
| 12   | V     | Woo Bong Lee   |                       |      |      |  |
| 13   | KP    | Jung Nam Kim   |                       |      |      |  |
| 14   | V     | Seung Ok Park  |                       |      |      |  |
| 17   | KP    | Kyung Bok Cha  |                       |      |      |  |
| 18   | CS    | Duk Joong Kim  |                       |      |      |  |